# UV-stabilisator
Een UV-stabilisator of ultraviolet-stabilisator is een verbinding die wordt toegevoegd aan materialen die gevoelig zijn voor uv-straling, om op deze manier te verhinderen dat schade wordt toegebracht aan deze materialen. Uv-stabilisatoren worden hoofdzakelijk gebruikt bij de productie van kunststoffen en cosmetica. De concentratie van de stabilisatoren in dergelijke producten varieert van 0,05% tot 2%, met uitschieters tot 5%.

## Indeling
UV-stabilisatoren kunnen worden ingedeeld in 3 groepen:
- Absorbentia
- Uv-dempers (zogenaamde quenchers)
- HALS-uv-stabilisatoren

### Absorbentia
UV-absorbentia zijn in staat om uv-licht te absorberen. Door absorptie van de uv-straling in de buitenste laag van de kunststof wordt het binnenste gedeelte beschermd tegen de voor kunststof schadelijke straling. De bekendste groep van absorberende UV-stabilisatoren zijn de benzofenonen, die via hun geconjugeerd systeem de uv-straling absorberen en de vorming van vrije radicalen inhibiteren.
Het belangrijkste lid uit de groep is hydroxybenzofenon. Een andere veelgebruikte stabilisator is 2-(2-hydroxyfenyl)benzothiazool. Afhankelijk van de toepassing worden de benzeenringen in het benzofenon op verschillende manieren gesubstitueerd met allerhande functionele groepen.

### UV-dempers
Uv-dempers zijn in staat om de energie van een door uv-licht geëxciteerde molecule over te nemen. In de praktijk zijn dit hoofdzakelijk nikkel-chelaten. Net zoals bij uv-absorbantia worden de kortgolvige, energierijke uv-stralen in langgolvige energiearme straling omgezet. Het verschil is echter dat uv-dempers ook in dunne materialen functioneren. Daarom worden ze hoofdzakelijk bij de productie van folies en vezels ingezet.

### HALS-UV-stabilisatoren
De HALS-uv-stabilisatoren (de afkorting voor Hindered Amine Light Stabiliser) worden het meest ingezet. De monomeren, oligomeren en polymere amineverbindingen in HALS-verbindingen deactiveren vrijgekomen radicalen en verlengen zo de houdbaarheid van kunststoffen.